# Österreichische Romantikstraße
Die österreichische Romantikstraße ist eine Erlebnisstraße. Eine 380 km langen Route von Wien nach Salzburg. Sie führt von Wien über die Bundesländer Niederösterreich, Oberösterreich, Salzburg und hat 13 Mitgliedsgemeinden. Dabei werden touristische Regionen wie die Wachau, der Struden- und Nibelungengau, das Alpenvorland und das Salzkammergut durchquert.

## Mitgliedsgemeinden
- Wien
- Steyr
- Kremsmünster
- Grünau im Almtal
- Scharnstein
- Gmunden
- Traunkirchen
- Bad Ischl
- Hallstatt
- Gosau
- Mondsee
- Sankt Wolfgang
- Salzburg

## Gründung
Die Gründung erfolgte 1989 nach einer Idee von Dieter Neumann und Wolfgang Neubauer. Dabei gab es 20 Gründungsmitglieder (alle zwischen Wien und Salzburg).